# Санбуровы
Санбуровы — дворянский род.
Иван Санбуров в службу вступил в 1785 г. В 1789 произведён Артиллерии капитаном, и находясь в сём чине 9.12.1791 пожалован на дворянское достоинство Дипломом, копия с которого хранится в Герольдии.

## Описание герба
В щите имеющем зеленое поле изображены: пушечные Ядра пирамидою, наверху коих видна зажжённая
Бомба, и по сторонам сей пирамиды две серебряных пятиугольных Звезды.
Щит увенчан дворянскими шлемом. Намёт на щите серебряный, подложенный зелёным. Герб Санбурова внесён в Часть 1 Общего гербовника дворянских родов Всероссийской империи, стр. 128